# Fejér Endre
Fejér Endre (Szécsény, 1901. szeptember 19. – Budapest, 1971. július 22.) bőrgyógyász, az orvostudományok kandidátusa (1952).

## Élete
Fejér (Weisz) Lipót (1863–1944) néptanító és Weisz Sarolta (1868–1933) gyermekeként született. Apja tanítói munkássága mellett aktív társadalmi életet élt: tagja volt a Chevra Kadisának, az Országos Izraelita Tanítóegyletnek és könyvtárnokként részt vett a Szécsényi Kaszinó és Gazdakör Egylet munkájában. Több könyve is megjelent.
Tanulmányait a pécsi Erzsébet Tudományegyetemen folytatta, ahol 1929-ben szerzett orvosi oklevelet. 1929 és 1931 között a budapesti Szent László Kórház segédorvosa volt. 1931-től 1942-ig a Szent István Kórház bőr- és nemibeteg osztályán dolgozott Guszmann József mellett bejáró orvosként. A második világháború alatt behívták munkaszolgálatra, majd szovjet hadifogságba esett. A hadifogság ideje alatt is orvosként működött. Több családtagja – köztük apja és egyik nővére – a holokauszt áldozatai lettek. Hazatérése után visszatért a Szent István Kórházba. 1946-tól alorvos, majd 1948-tól adjunktus lett. 1950-ben kinevezték a gyermek-bőrgyógyászati osztály vezetőjévé és 1966-tól az egyesített bőrgyógyászati osztály főorvosává. 1952-ben addigi munkásságáért megkapta a kandidátusi fokozatot. A bőrgyógyászati gombás betegségek szakértője, bőrgombás betegségek kérdésein kívül a foglalkozási és egyéb eredetű túlérzékenységen alapuló bőrbetegségek foglalkoztatták.
A Kozma utcai izraelita temetőben nyugszik.

## Főbb művei
- A harmadik generatio kieséről (Orvosok Lapja, 1933, 37.)
- Gyerekek tömeges venereás családi fertőzése a második világháború utáni venereás hullám kapcsán (Orvosok Lapja, 1948, 19.)
- A külső nemiszervek tuberculosisáról (Orvosok Lapja, 1948, 45.)
- A magyar népegészségügy dermatológiai problémái (Orvosok Lapja, 1948, 47.)
- A gombás eredetű dysidrosisok és ekzemák (Orvosi Hetilap, 1950, 13.)
- Adatok a tuberculosis indurativa (Bazin) pathogenesiséhez és a női genitális tuberculosis kórtani jelentőségéhez (Orvosi Hetilap, 1953, 3.)
- A füllel összefüggő ekczémák kórtanára és gyógyítására vonatkozó vizsgálatok (különnyomat, Budapest, 1953)
- A láb, kéz és körmök gombás betegségei (különnyomat, Budapest, 1958)
- Tapasztalataink Griseofulvinnal dermatomykosisok terápiájában (Fehér Elekkel és Török Hedviggel, Orvosi Hetilap, 1961, 21.)

## Díjai, elismerései
- Kiváló orvos (1968)